# Český rozhlas 6
Český rozhlas 6 (zkratka ČRo 6; v letech 1995–2002 Český rozhlas 6/Rádio Svobodná Evropa) byla celoplošná analyticko-publicistická stanice Českého rozhlasu, která vysílala v letech 1995–2013. Do roku 2002 byla společným projektem Českého rozhlasu a Rádia Svobodná Evropa, na jehož české vysílání navázala. Nástupcem ČRo 6 se v roce 2013 stala stanice Český rozhlas Plus.
Stanice byla zaměřená na komentování politických událostí, vývoje a života občanské společnosti České republiky a evropských zemí. Vysílala pořady zaměřené na politiku, kulturu, ekonomiku, historické události, náboženský život, ekologii a rozhovory. Zabývala se také problematikou národnostních menšin.

## Historie
Historie Rádia Svobodná Evropa začala roku 1949 rozhodnutím amerického Kongresu vytvořit rozhlasovou stanici, jejíž signál měl zasahovat za železnou oponu. Její pravidelné vysílání bylo zahájeno 1. května 1951 z německého Mnichova, kde také sídlila dalších čtyřicet let. První větou vysílání bylo „Volá hlas svobodného Československa, rozhlasová stanice Svobodná Evropa.“
Po sametové revoluci v roce 1989 nastaly ve Svobodné Evropě velké změny. Od 1. července 1994 začala vysílat z Prahy. Na podzim roku 1995 bylo evropské vysílání Svobodné Evropy, s výjimkou jihoslovanské části, ukončeno a původní česká redakce Svobodné Evropy se připojila k Českému rozhlasu, čímž vznikla stanice Český rozhlas 6/Rádio Svobodná Evropa, která začala vysílat 6. listopadu 1995. Na tomto společném projektu spolupracovaly rovněž české redakce BBC, Hlasu Ameriky a Deutsche Welle. V roce 2002 americký Kongres ukončil financování Svobodné Evropy, čímž společné vysílání skončilo. Od 1. října 2002 tak stanice pokračovala v činnosti jako Český rozhlas 6. Stanice zanikla 28. února 2013 společně s okruhy Rádio Česko a Leonardo a od 1. března 2013 je nahradila stanice mluveného slova Český rozhlas Plus.
Prvním šéfredaktorem stanice se stal Pavel Pecháček, který byl zároveň prezidentem Svobodné Evropy. Dalšími byli Ivan Štern (od 2001), Peter Duhan, Radko Kubičko a Daniel Raus.

## Pořady

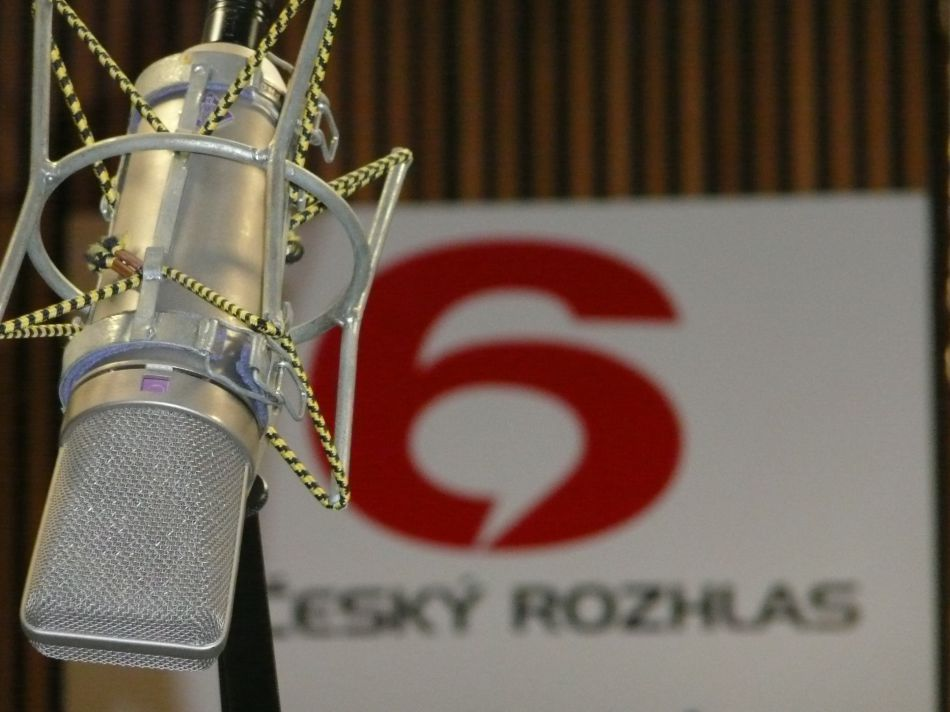
Studio Českého rozhlas 6 v pražské Dykově ulici 14

Stanice vysílala každý den od 18.00 do 24.00, zaměřená byla především na mluvené slovo. Každou hodinu byly vysílány zprávy. 
Pravidelné celotýdenní pořady: 
- Kritický klub Jana Rejžka – kritický pořad
- Názory a argumenty – hlavní publicistický pořad
- Svět viděný internetem – výběr ze zahraničních zpravodajských serverů
- Studio STOP – interview s experty v různých oblastech
- Média v postmoderním světě – diskuse nad rolí médií v současnosti
- Volejte Šestku - názory posluchačů živě

## Distribuce signálu
Stanici Český rozhlas 6 bylo možno přijímat prostřednictvím středovlnného vysílání na frekvencích 639 kHz, 954 kHz a 1332 kHz, dále byla šířena satelitem, prostřednictvím multiplexu Český radiokomunikací DVB-T a též přes internet.

## Klub přátel Šestky
Někteří posluchači stanice se sdružovali v Klubu přátel Šestky. Klub vznikl v roce 2008 z iniciativy několika posluchačů, v čele s Liborem Pátým, a ve spolupráci s ředitelem stanice Peterem Duhanem. Toto volné sdružení pokračuje po zániku stanice jako Klub rozhlasové analytické publicistiky. Někteří členové si založili vlastní spolek Slovo o slově.